# Gmina Jefferson (hrabstwo Bremer)

Położenie Gminy Jefferson w hrabstwie Bremer

Gmina Jefferson (ang. Jefferson Township) – gmina w USA, w stanie Iowa, w hrabstwie Bremer. Według danych z 2000 roku gmina miała 2 878 mieszkańców. 